# Fitjar
Fitjar è un comune norvegese della contea di Vestland.